# 蒙古征服东夏
蒙古征服东夏是13世纪初蒙古帝国征服战争的一部分。 1217年，东夏的建立者蒲鲜万奴反抗蒙古帝国，爆发了最初的冲突。然而，不久之后，蒲鲜万奴就屈服于蒙古的霸权。蒲鲜万奴后来再次脱离蒙古人，1233年窝阔台派他的儿子贵由征服了东夏。东夏随之灭亡，蒲鲜万奴也被处死。

## 背景
东夏，又称东真，是1215年由金国军阀蒲鲜万奴建立的一个国家。蒲鲜万奴在金朝与蒙古帝国的战争中服役。 1214年底，他的军队被蒙古人的附庸东辽击败。金中都沦陷于木华黎之手，蒲鲜万奴借此机会脱离金朝，独立建国，原设辽阳。1216年蒙古人打败他后，他将特格作为质子派到蒙古，以示他对蒙古帝国的忠诚。1217年，因在辽宁地区建国失败，迁往东北与朝鲜接壤的满洲里。

## 征服
1217年，蒲鲜万奴企图反抗他的蒙古盟友。这很快被镇压，蒲鲜万奴被迫接受蒙古人作为他的宗主。1218年，东夏军队与蒙古人的军队一起追击入侵高丽领土的东辽残余的契丹军队。高丽协助了这些军事行动，并向蒙古帝国和东夏朝贡。蒲鲜万奴在接下来的十年里多次袭击劫掠高丽。1221年后的某个时候，蒲鲜万奴脱离蒙古。1232年蒙古帝国要求高丽进攻东夏。1233年，作为对高丽进行惩罚性远征以迫使该王朝服从的军事行动的一部分，窝阔台派遣贵由和按赤台征服东夏。蒙古大军迅速击溃东夏，蒲鲜万奴被斩首。被征服的领土被封给已故成吉思汗最小的弟弟铁木哥斡赤斤。

## 后续
次年金朝灭亡，蒙古人征服华北地区。随后，蒙古帝国于1235年对高丽和宋朝发动了入侵。直到1279年的崖门海战，蒙古帝国才完成了对中国全境的征服。